# Carl Franz Stenzl
Carl Franz Stenzl (* 1829 in Wien; † 12. November 1864 ebenda) war ein österreichischer Musiker, Kapellmeister und Theaterkomponist.

## Leben und Werk
Über den frühen Lebensweg von Carl Franz Stenzl gibt es kaum gesicherte Berichte. Er war musikalisch geschult und spielte sehr gut Violine, deshalb widmete er sich der musikalischen Laufbahn und war mehrere Jahre als Violinspieler im Orchester des Theaters an der Wien angestellt. Danach kam er als Kapellmeister ans Carltheater in der Leopoldstadt, wo er bis zu seinem nach längerer Krankheit erfolgten Tod verblieb.
Stenzl war zwar als Komponist durchaus talentiert, aber wegen seiner nicht sehr großen Phantasie brachte er im Laufe der Zeit häufig nur mehr stereotype Wiederholungen einiger weniger Melodie-Variationen hervor. Er komponierte unter anderem die Musik zu Anton Langers (1824–1879) Oesterreicher in Schleswig, zu Gustav von Mosers (1825–1903) Posse Aus Liebe zur Kunst, zu Karl Hickels (1811–1855) Ein Gaukler, zu Friedrich Kaisers (1814–1874) Possen Nichts!, Unrecht Gut!, Wer zuletzt lacht lacht am besten und zu Johann Nestroys (1801–1862) Alles will den Prophet’n seh’n, Verwickelte Geschichte! und Mein Freund.  Zu seiner Zeit recht populär war die Vertonung des Spielmannsliedes von Emanuel Geibel (1815–1884).
In dem von Verlag Tobias Haslinger in Wien herausgegebenen musikalischen Sammelwerk Flore théâtrale. Nouvelle Collection de Fantaises élégantes ou Potpourris brillantes, sur des Thémes d’Operas modernes er fav. erschienen seine Phantasien zu mehreren Opern von Jacques Offenbach, wie Daphne und Chloë, Meister Fortunio und sein Liebeslied, Mesdames de la Halle, Une Demoiselle en loterie, Le Pont de Soupirs, Choufleuri, Tromb-al-ca-zar, Herr und Frau Denis, sowie auch einzelne Quadrille- und andere Tanz-Melodien, ebenfalls nach Offenbachschen Werken.
Seine letzte Komposition war 1864 der Gablenz-Marsch für den General der Kavallerie Ludwig Karl Wilhelm von Gablenz (1814–1874), dem erfolgreichen Feldherrn im Deutsch-Dänischen Krieg 1864 und späteren Sieger der Schlacht bei Trautenau im Deutschen Krieg 1866. Anlass war der Einsatz des k. u. k. steirischen IR „Albert I. König der Belgier“ Nr. 27 in Schleswig, dessen Traditionsmarsch es dann wurde.